# Virginie Chaloux-Gendron
Virginie Chaloux-Gendron est une écrivaine, poète et blogueuse québécoise.

## Biographie
Virginie Chaloux-Gendron termine sa maîtrise en littérature à l'Université Laval en 2020,. Elle est blogueuse pour le Huffington Post, La saison de la chasse, en plus d'alimenter son blogue Plus que des maux,.
Dans son premier roman, Fais de beaux rêves, l'autrice explore le côté sombre de la maternité en imaginant la mort de son enfant,. L'annonce de sa grossesse a d'abord inquiété l'écrivaine ; son livre, largement autobiographique, lui a donc permis d'exprimer ses appréhensions et ses hantises,.
Elle est la fille de l'ex-maire d'Huntingdon, Stéphane Gendron.

## Œuvres

### Poésie
- Cerises de terre, Montréal, Éditions du Noroît, coll. « Initiale », 2019, 126 p.  (ISBN 9782897661953 et 9782897661519).
- La fabrique du noir, Montréal, Éditions du Noroît, 2022, 160 p.  (ISBN 9782897663841 et 9782897663858).

### Roman
- Fais de beaux rêves, Montréal, Boréal, 2020, 213 p.  (ISBN 9782764626382 et 276462638X).